# László Péri
László Péri, auch Peter Laszlo Peri (geboren als Ladislas Weisz 13. Juni 1899 in Budapest, Österreich-Ungarn; gestorben 19. Januar 1967 in London), war ein ungarisch-britischer Bildhauer und Kupferstecher.

## Leben

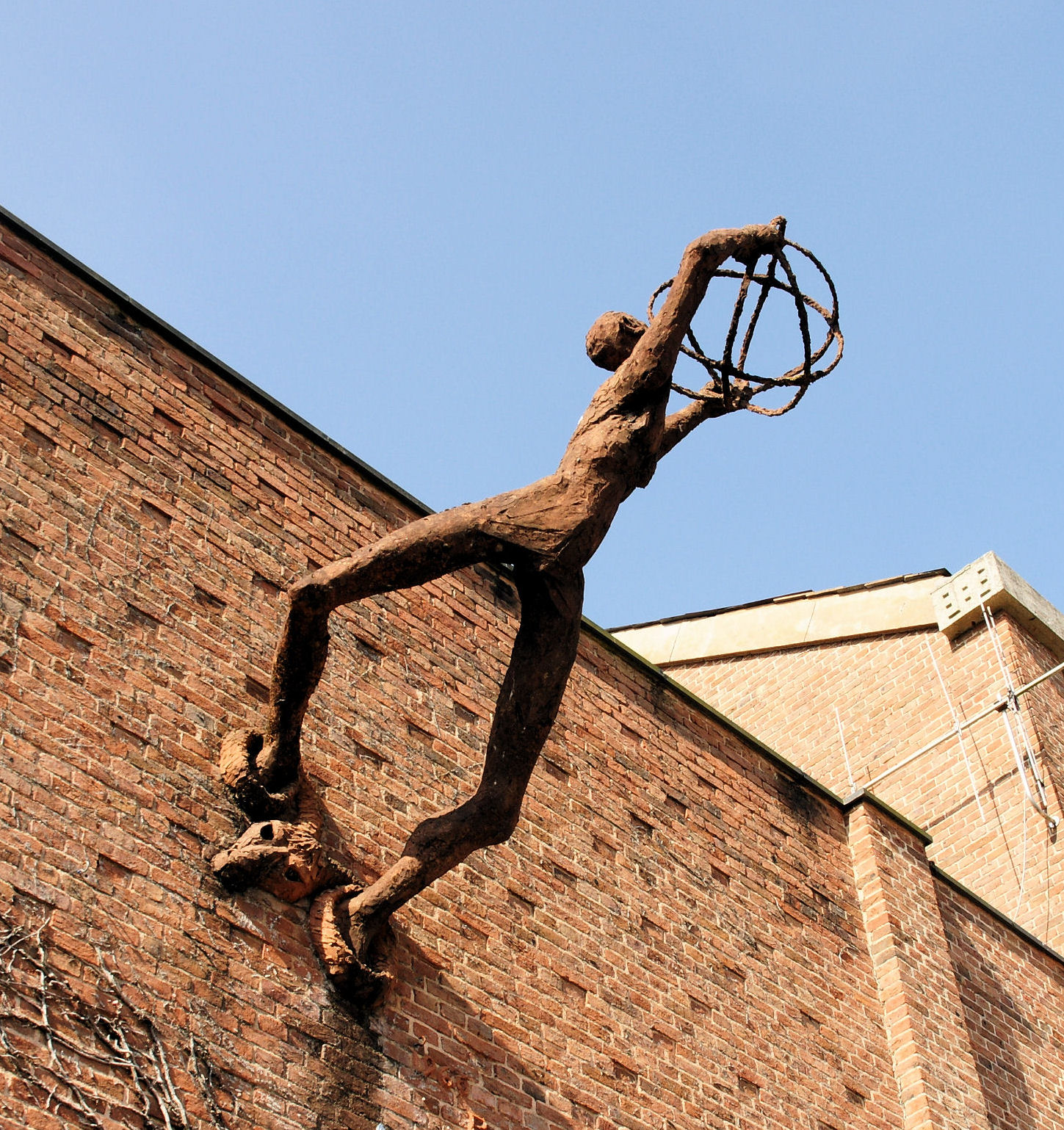
Man of the World (1959), University of Exeter

Péri machte eine Maurerlehre und begann 1918 in Budapest ein Studium der Bildhauerei. In Budapest betätigte er sich u. a. als Schauspieler. Er war seit dieser Zeit eng mit László Moholy-Nagy befreundet.
Unter dem nationalistischen Druck in Ungarn musste er seinen Namen in László Péri magyarisieren, auch in Deutschland und Großbritannien passte er den Namen den dortigen Schreib- und Sprechgewohnheiten an und trug schließlich den Namen Peter (Laszlo) Peri.
Nach der Niederschlagung der Ungarischen Räterepublik emigrierte er 1920 vor dem Weißen Terror nach Paris und kam mit einem Empfehlungsschreiben Lajos Kassáks nach Berlin. Hier wurde er Mitglied der KPD, für die er politische Grafiken für deren Agitprop-Arbeit schuf, z. B. 1921 für Plakate „Bündnis Moskau-Berlin bringt Rettung“ und „Lest das Volksblatt, die kommunistische Tageszeitung“.
Mit Moholy-Nagy, Sándor Bortnyk, Alfréd Kemény (Durus) und Ernst Kallai repräsentierte er die besondere Form des ungarischen Konstruktivismus und nahm an den theoretischen Diskussionen der ungarischen Avantgarde teil. 1923 veröffentlichte er mit Moholy-Nagy, Kemény und Kallai in der kommunistischen Kunst- und Literaturzeitschrift Egység (Einheit) einen „Aufruf an die ungarisch sprechenden kommunistischen kulturschaffenden Arbeiter“ mit dem Anliegen der Gründung einer einheitlichen ungarischen Proletkultorganisation. Péris Werke wurden in der Zeitschrift Der Sturm zwischen 1921 und 1927 besprochen.
Von 1924 bis 1928 war Péri als Architekt beim Berliner Stadtbauamt beschäftigt. In der zweiten Hälfte der 1920er Jahre wandte er sich der realistisch-figürlichen Plastik zu. Péri wurde Mitglied der 1928 gegründeten Assoziation revolutionärer bildender Künstler.
Nach der Machtübernahme der Nationalsozialisten war Péri als Jude und Kommunist gefährdet und emigrierte nach Großbritannien. Dort war er 1933 Mitgründer der Artists’ International Association (AIA).Trotz seiner politischen Aktivität und seines Eintretens für die Spanische Republik wurde er 1939 in Großbritannien eingebürgert. Dort erhielt er eine Reihe von Aufträgen zur Ausgestaltung des öffentlichen Raums, so die 1960 für die Eröffnung des Herbert Art Gallery and Museums in Coventry in Auftrag gegebene „Coventry sculpture“.
Der 1971 geborene britische Maler, Zeichner und Bildhauer Peter Peri ist ein Enkel. John Bergers Roman A Painter of Our Time (1958) ist inspiriert von der Person Peris.

## Ausstellungen (Auswahl)
- Moholy-Nagy, Peri: Gemälde, Aquarelle, Zeichnungen, Plastiken, Galerie Der Sturm in Berlin 1922 und 1923[6]
- Raumkonstruktionen (dreiteilige Wandkomposition) Große Berliner Kunstausstellung 1923.
- Peri / Hilbersheimer / Nell Walden. Galerie Der Sturm in Berlin 1924.
- 5. bis 31. Mai 1973: Laszlo Peri, Werke 1920–1924 und die Probleme der „Shaped Canvas“ Kölnischer Kunstverein.
- Laszlo Peri, 1899–1967: Arbeiten in Beton: Reliefs, Skulpturen, Graphik. Ausstellung. Neue Gesellschaft für Bildende Kunst Berlin, Skulpturenmuseum Marl, 1982.
- 6. November 1987 bis 23. Januar 1988: Laszlo Moholy-Nagy, Laszlo Peri – zwei Künstler der ungarischen Avantgarde in Berlin 1920–1925. Graphisches Kabinett Kunsthandel Wolfgang Werner, Bremen.
- 10. Januar bis 6. April 2019: László Péri (1899–1967) Skulpturen und Reliefs. Galerie Berinson.[7]